# 許世英內閣
許世英內閣成立於民國14年（1925年）12月26日，結束於民國15年（1926年）3月4日。本内閣的法源為《中華民國臨時政府制》。

## 簡介
1925年12月26日，段祺瑞任臨時執政的中華民國臨時政府已趨於沒落，為緩衝計，乃修訂《中華民國臨時政府組織條例》，恢復設立國務院，置國務總理。同日臨時執政段祺瑞任命許世英為國務總理。12月31日，臨時執政段祺瑞任命各部總長。:220但被任命的易培基等南方中國國民黨方面閣員提出以段祺瑞下野作爲入閣條件。
1月1日，馮玉祥通電下野，國事由吳佩孚、孫傳芳、閻錫山、岳維峻等人主持，並聲明國民軍的名義早已取消。1月6日晚，經許世英勸説，段祺瑞在吉兆胡同的家中答應會通電下野，並嘱许世英草拟电文。1月7日，許世英內閣組成，要求段祺瑞自1月16日起辭職，將政權交內閣執行，因此引起段祺瑞手下的湯漪等人不滿。1月7日晚，许世英将拟好的下野通电送段祺瑞签发，值王揖唐、章士钊、龚心湛等人在座，皆劝段祺瑞拒绝签字。1月8日中午，段祺瑞的幕僚汤漪到永康胡同许世英宅質問许世英，雙方發生衝突，许世英当即称病住进东交民巷使馆区内的德国医院，并递交辞呈。1月9日，段祺瑞通電表示隨時可下野。1月10日，段祺瑞准馮玉祥辭職，派赴歐美考察實業。經一些阁员劝说，许世英出院履职。
1926年1月11日，奉系張作霖宣言同北京政府斷絕關係，以鎮威上將軍的名義主持東三省軍務並通電討伐山海關的魏益三。1月17日，張作霖電吳佩孚，表示山海關內事請吳佩孚主持。1926年1月19日，奉軍佔領山海關，魏益三敗退灤州，國民軍派唐之道師前往增援並推鹿鍾麟為前敵總司令，鄭金聲為副司令。1月21日，段祺瑞電勸張作霖撤退已入山海關的奉軍。1月24日，奉軍入關行動因為中東路事件及熱河國民軍的出動而暫停。
1926年1月18日，段祺瑞以許世英兼署財政總長（原任陳錦濤不就）。
因遭各方反對，且南方要人易培基、于右任、馬君武等均不就職，1926年2月13日（農曆除夕）许世英出走天津，并于2月15日至2月27日连续5次递交辞呈，段祺瑞多次慰留无果。2月15日國務總理許世英提出辭職时，臨時執政段祺瑞准假，令陸軍總長賈德耀代理國務總理，另以嚴璩代理財政總長。2月20日，賈德耀因馮玉祥國民軍系之敦促，就任代理總理之職，即由內閣通過討伐吳佩孚及張宗昌免職查辦令。2月22日，賈德耀因段祺瑞不同意下張宗昌免職令，即辭職。1926年3月4日，临时执政段祺瑞批准了國務總理許世英的辭呈，以賈德耀爲國務總理，同日還任命了内閣各部部長，賈德耀內閣成立。:220

## 內閣成員
內閣成員如下（附國務院秘書長）：:188:27-30:59-62
| 國務總理、各部及秘書長 | 各部總長                                                                                                   | 各部次長                                                                           |
| ---------------------- | --- | ---------------------------------------------------------------------------------- |
| 國務總理               | 許世英（1925年12月26日—1926年3月4日；2月15日卸；2月20日辭）                                                | ——                                                                                 |
| 外交部                 | 王正廷（1925年12月31日—1926年3月4日）                                                                      | 曾宗鑒（上屆留任—下屆續任；署；2月23日使瑞典、挪威）                               |
| 內務部                 | 于右任（1925年12月31日—1926年3月4日；未就）                                                                | 王耒（上屆留任—1926年1月19日）→ 劉馥（1926年1月19日—下屆續任；暫兼代）             |
| 財政部                 | 陳錦濤（1925年12月31日仍任—1926年3月4日；1月17日赴天津；1月18日國務總理許世英兼署；2月15日次長嚴璩暫兼代） | 過之翰（上屆留任—下屆續任）                                                        |
| 財政部                 | 陳錦濤（1925年12月31日仍任—1926年3月4日；1月17日赴天津；1月18日國務總理許世英兼署；2月15日次長嚴璩暫兼代） | 黃元蔚（1925年12月27日—1926年1月15日改國務院參議）→ 嚴璩（1926年1月15日—下屆續任） |
| 陸軍部                 | 賈德耀（1925年12月31日仍任—下屆續任；2月20日兼代國務總理）                                                 | 熊斌（上屆留任—下屆續任）                                                          |
| 陸軍部                 | 賈德耀（1925年12月31日仍任—下屆續任；2月20日兼代國務總理）                                                 | 齊振林（上屆留任—下屆續任）                                                        |
| 海軍部                 | 杜錫珪（1925年12月31日—下屆續任；未就）                                                                    | 徐振鵬（上屆留任—1926年1月19日）→ 吳紉禮（1926年1月19日—下屆續任；代總長）         |
| 司法部                 | 馬君武（1925年12月31日—1926年3月4日；未就）                                                                | 王文豹（上屆留任—下屆續任）                                                        |
| 教育部                 | 易培基（1925年12月31日—1926年3月4日）                                                                      | 呂復（上屆留任—下屆續任）                                                          |
| 農商部                 | 寇遐（1925年12月31日—1926年3月4日）                                                                        | 莫德惠（上屆留任—下屆續任）                                                        |
| 交通部                 | 龔心湛（1925年12月31日仍任—下屆續任）                                                                      | 陸夢熊（上屆留任—下屆續任；兼署）                                                  |
| 國務院秘書長           | 汪守珍（1925年12月28日—1926年3月4日）                                                                      | ——                                                                                 |